# Karlsruhe (1927)
Karlsruhe byl německý lehký křižník, druhá loď ve třídě Königsberg. Sloužil od listopadu 1929 do května 1938, poté opět od listopadu 1939 do dubna 1940, a byl součástí několika akcí ve druhé světové válce.
Stavba křižníku Karlsruhe byla zahájena v červenci 1926 v loděnici Deutsche Werke v Kielu. Loď byla spuštěna na vodu v srpnu 1927 a v listopadu 1929 byl křižník uveden do provozu jako součást Reichsmarine. Byl vyzbrojen hlavní baterií o síle devíti 15 cm SK C/25 děl ve třech trojitých věžích a měl maximální rychlost 32 uzlů (59 km/h). Ve stejné třídě byly ještě dvě sesterské lodě, Königsberg a Köln. Stejný název Karlsruhe měl dříve jiný německý křižník, zničený výbuchem v roce 1914.
Karlsruhe sloužil jako výcvikový křižník pro námořní kadety během 30. let 20. století. Během španělské občanské války se připojil k neintervenčním hlídkám u španělského pobřeží. V září 1939 byl při vypuknutí druhé světové války modernizován a byl proto připraven k akci teprve v listopadu 1939. V dubnu 1940 se Karlsruhe zúčastnil Operace Weserübung, invaze do Norska. Vysadil vojáky na ostrově Kristiansand, ale při návratu do Německa 9. dubna byl zasažen torpédem z ponorky Royal Navy HMS Truant a těžce poškozen. Nemohl se vrátit do přístavu a byl tedy následně úmyslně potopen eskortující německou torpédovou lodí. Vrak Karlsruhe byl objeven v červnu 2020.

## Technické parametry
Délka křižníku byla 174 metrů, šířka 15,2 m a maximální ponor 6,28 m. Výtlak při plném zatížení byl 7 800 t. Loď měla příďovou palubu, která se táhla po většinu délky lodi a končila těsně za zadní věží. Její nástavba sestávala z velitelské věže vpředu s těžkým, trubkovým stožárem a sekundární velitelské věže dále vzadu. Posádku Karlsruhe tvořilo 21 důstojníků a 493 vojáků.
Pohonný systém tvořily čtyři parní turbíny a dvojice desetiválcových čtyřdobých naftových motorů. Páru pro turbíny zajišťovalo šest vodních trubkových kotlů se spalováním oleje, které byly odvětrávány dvojicí trychtýřů. Tento pohon lodi umožňoval maximální rychlost 32 uzlů (59 km/h) a dosah přibližně 5 700 námořních mil (10 600 km) při rychlosti 19 uzlů (35 km/h).
Loď byla chráněna pancéřovou palubou o tloušťce 40 mm uprostřed lodi a pancéřovým pásem o tloušťce 50 mm. Velitelská věž měla 100 mm silné strany.